# ماسابومی هوسونو
ماسابومی هوسونو ((به ژاپنی: 細野 正文); ۱۵ اکتبر ۱۸۷۰ – ۱۴ مارس ۱۹۳۹) کارمند دولت اهل ژاپن بود. وی تنها مسافر ژاپنی کشتی آرام‌اس تایتانیک بود. او گرچه از حادثه غرق شدن کشتی جان سالم به در برد اما افکار عمومی، مطبوعات و دولت ژاپن تصمیم وی مبنی بر نجات جان خویش را مورد نکوهش قرار داد و او را طرد کرد.

## سفر با کشتی
هوسونو ۴۱ ساله کارمند وزارت راه و ترابری ژاپن بود. وی در سال ۱۹۱۰ به منظور تحقیق و بررسی وضعیت راه‌آهن روسیه به امپراتوری روسیه اعزام شده بود. برای برگشت به ژاپن، پس از اقامت کوتاهی در لندن به ساوت‌همپتون رفت و در آنجا به عنوان مسافر قسمت درجه دوم وارد کشتی تایتانیک شد. در شب حادثه غرق کشتی تایتانیک اگر چه وی مجاز به رفتن روی عرشه کشتی نبود، اما توانست خود را به قایق‌های نجات برساند و سوار قایق نجات شماره ۱۰ شود. در ساعت ۸ بامداد ۱۵ آوریل، افراد حاضر در قایق نجات به دست کشتی کارپاتیا نجات داده شدند. او در آنجا دست به نوشتن تجربه خود از ماجرای غرق کشتی شد و این مدرک تنها سند به جا مانده از مسافران تایتانیک به شمار می‌رود.

## بازگشت به ژاپن
هوسونو ابتدا در نیویورک و سپس در سانفرانسیسکو در جستجوی راهی برای بازگشت به کشورش شد. روزنامه‌ای محلی در آمریکا به او لقب پسربچه ژاپنی خوش‌شانس را داد. پس از بازگشت به توکیو، او مورد توجه روزنامه‌های قرار گرفت و چندین مصاحبه به همراه عکس از وی منتشر شد.
مقاله‌ای در زمان اکران فیلم پرفروش تایتانیک در سال ۱۹۹۷ منتشر شد که نشان می‌دهد هوسونو در انظار عمومی محکوم و نکوهش شد. وی در ایالات متحده آمریکا علناً مورد انتقاد قرار گرفت. آرچیبالد گراسی نویسنده کتاب پرفروشی دربارهٔ تایتانیک وی را مسافر قاچاق قایق نجات شماره ۱۰ لقب داد، این در حالی است که ملوان قایق نجات شماره ۱۰ در تحقیقی که از سوی مجلس سنای آمریکا منتشر شد عنوان کرده بود که هوسونو احتمالاً با پوشیدن لباس زنانه توانسته اجازه ورود به قایق نجات را پیدا کند.

هوسون شغل خود را از دست داد و توسط رسانه‌ها مورد انتقاد قرار گرفت. اگر چه در مقاله سال ۱۹۹۷ ادعا شده بود که داستان هوسونو به عنوان نمادی از بی‌اخلاقی و بی‌شرمی به کتاب‌های درسی راه پیدا کرده بود ولی تحقیقات بعدی صحت و وجود این مسئله را زیر سؤال برد. اما بعلت آثار منفی عمل او و طرد وی از جامعه ؛ تا آخر عمر موفق به یافتن کار شرافتمندانه ایی نشد و در فقر و فلاکت از دنیا رفت.